# 張甫
張甫（？—1227年），賜姓完顏氏，河北九公之一。

## 生平
張甫最初投降蒙古人，金朝涿州刺史李瘸驢招撫張甫，興定元年（1217年）正月，張甫來降，東平行省蒙古綱承制（秉承聖旨便宜行事）任命張甫為中都路經略使。興定二年（1218年）苗道潤被害，河北行省侯摯承制以李瘸驢暫時代替苗道潤為中都路經略使，張甫為副使。苗道潤餘眾請求以靖安民繼承苗道潤，餘眾實際由張柔、靖安民分掌，朝廷乃以瘸驢為中都東路經略使，自雄州、霸州以東皆隸之李瘸驢。
張甫與永定軍節度使賈仝關係不佳，領兵攻擊佔領賈仝轄地，拿賈仝的馬匹送給李瘸驢，李瘸驢接受了。金朝責怪李瘸驢偏心張甫不能調和兩人，改調李瘸驢其他官職，下令東平蒙古綱講和張甫與賈仝。蒙古綱遣同知安武軍王鬱、博野縣令高常住去講和平息，都被李瘸驢滯留不能到達，蒙古綱上奏曰：「張甫本受瘸驢招降，情意厚善，今遣鬱先與瘸驢議所以平之者然後可。況甫等不識禮義之人，瘸驢就征則皆自疑，恐生他變，故不避專擅之罪。」詔從綱奏。未幾，賈仝又出兵捕拿張甫部眾，殺甫參議官邢曁畢。張甫率兵攻之，賈仝敗走，遂自縊死。張甫請符印以安輯部眾，詔與之。
無何，李瘸驢投降蒙古。張甫為中都東路經略使、遙授同知彰德府事、權元帥右都監。興定三年（1219年），張甫進為中都南路經略使。張甫奏：「真定是征戰重地，希望派遣我與恆山公武仙並力守之。」不報。及真定不守，甫複奏：「權元帥右都監柴茂保衛冀州水寨，孤立無援，若不增兵支援，非臣之所知也。」興定四年（1220年）二月，金宣宗置封九名地方武裝首領為公爵對抗蒙古，並稱「九公」。九公皆兼宣撫使，階銀青榮祿大夫，賜號「宣力忠臣」，總帥本路兵馬，署置官吏，征斂賦稅，賞罰號令得以便宜行之，張甫封高陽公，以雄、莫、霸州，高陽、信安、文安、大城、保定、靜海、寶坻、武清、安次縣隸焉。元光元年（1222年），移剌眾家奴不能守河間，張甫收留他駐紮信安。當年，以功進金紫光祿大夫，始賜姓完顏。
後來，張甫投降南宋李全。南宋寶慶二年（1226年）蒙古軍大舉進攻青州，李全派遣兄長李福、部屬劉慶福及張甫南下求援，苦守一年有餘後投降蒙古。寶慶三年（1227年）李全投降後，在南宋的劉慶福認為處境不利，想殺李福向南宋輸誠，李福知道陰謀也想除去劉慶福。不久，李福裝病，諸多屬下去探病只有劉慶福不去。張甫跟劉慶福關係不錯，擔憂李福猜忌自己，於是勸劉慶福去探病，劉慶福就約張甫一同探病。劉慶福探病時見李福床頭放刀，怕李福想殺自己，於是手按佩刀刀柄問候。李福見劉慶福手按刀柄也認為他想殺自己，先發制人床頭拔刀躍起砍傷劉慶福，張甫阻擋李福想救劉慶福，李福左右部屬便一起殺了劉慶福及張甫。